# Етра (океанида)
Вижте пояснителната страница за други значения на Етра.
Етра (на старогръцки: Αίθρα, Aithra, Aethra) в древногръцката митология е океанида, дъщеря на Океан и Тетида.
Тя е съпруга на титана Атлас и от него майка на Хиант и на Хиадите.
В източниците често на нейното място се нарича океанидата Плейона.